# 吳子冲
吳子冲（英語：Felix Ng Chi Chung，1991年12月13日—），香港男演員及模特兒，現為無綫電視經理人合約藝員。

## 簡歷
吳子冲父親為退休香港消防處救護主任，胞弟則是香港擊劍運動員吳子浩。他曾就讀油蔴地天主教小學（海泓道），三年級已開始接觸劍擊運動，2002年畢業後獨自往英格蘭西南部的森麻實郡生活，並升讀當地天主教寄宿學校唐塞德學校（Downside School）至2009年，2013年修畢香港公開大學人文社會科學院社會科學系學士課程；在校期間已開始兼職時裝模特兒，曾參加2013年《FACE》舉辦的第四屆《FACE USTAR大專校花校草大選》，且獲得冠軍，同年亦透過 Instagram 跟《2019年度香港小姐競選》參賽者蔡嘉欣一同開設網上時裝店，不久更在旺角好景商業中心設立實體店舖，但目前已結束營業。
2017年6月，吳子冲認為自己參與過不少大品牌時裝騷，反令事業走入了一個瓶頸位；再者模特兒可以靠外表及青春賺錢的日子有限，故當時在馬來西亞工作期間見到無綫電視第29期藝員訓練班的招募廣告就嘗試投考，翌年4月正式成為旗下基本合約藝員和繼續兼職種星堂模特兒；2018年與鄒兆霆、程浩駿、鄭雋熹、何晉樂等同屆藝訓班同學，以及朋友組成業餘籃球隊「練習生」，2020年又加入由20多個香港男性模特兒所構成的籃球隊「柴城（柴灣工業城）製造」，經常參加業餘球賽。2021年8月，他獲監製陳維冠賞識，在《七公主》中飾演「張文豪」一角而受到注目，並首次獲提名競逐《萬千星輝頒獎典禮2021》「飛躍進步男藝員」獎。
2022年3月，吳子冲轉簽經理人合約，2023年在《新四十二章》裡飾演「藍奕晨」一角而再受注目。

## 演出作品

### 劇集
| 首播       | 劇名                           | 角色                                 |
| 無綫電視   |                                |                                      |
| 2018年至今 | 愛·回家之開心速遞              | 古惑仔丙（第231集）                  |
| 2018年至今 | 愛·回家之開心速遞              | 舞蹈老師（第278集）                  |
| 2018年至今 | 愛·回家之開心速遞              | 男遊客（第308集）                    |
| 2018年至今 | 愛·回家之開心速遞              | 男 神（第357集）                     |
| 2018年至今 | 愛·回家之開心速遞              | 寶 劍（第406、454集）                |
| 2018年至今 | 愛·回家之開心速遞              | 廣告男主角（第485集）                |
| 2018年至今 | 愛·回家之開心速遞              | 《出櫃的浪漫》男主角（第535集）      |
| 2018年至今 | 愛·回家之開心速遞              | 《香港齊 Hip Hop》評判（第542集）    |
| 2018年至今 | 愛·回家之開心速遞              | 朱天梯朋友（第555集）                |
| 2018年至今 | 愛·回家之開心速遞              | 譚可清前男友（第580集）              |
| 2018年至今 | 愛·回家之開心速遞              | 年輕曹總男主角（第588、676集）       |
| 2018年至今 | 愛·回家之開心速遞              | 星級評判（第675集）                  |
| 2018年至今 | 愛·回家之開心速遞              | 金剛門師傅甲（第687集）              |
| 2018年至今 | 愛·回家之開心速遞              | 男主角 / 男演員（第698集起）         |
| 2018年至今 | 愛·回家之開心速遞              | 薑 蔥（第737集）                     |
| 2018年至今 | 愛·回家之開心速遞              | 皇 帝（第746集）                     |
| 2018年至今 | 愛·回家之開心速遞              | 馬 明（第812集）                     |
| 2018年至今 | 愛·回家之開心速遞              | 仇 家（第955集）                     |
| 2018年至今 | 愛·回家之開心速遞              | 李 安（第1217集）                    |
| 2018年至今 | 愛·回家之開心速遞              | 演員甲（第1221集）                   |
| 2018年至今 | 愛·回家之開心速遞              | 十二少（第1578集）                   |
| 2018年至今 | 愛·回家之開心速遞              | Oppa（第1582集）                     |
| 2018年     | BB來了                         | 富二代乙（第3集）                    |
| 2018年     | 再創世紀                       | 方松蔭保鏢（第5集）                  |
| 2018年     | 是咁的，法官閣下               | 學 生（第4、5、7集）                 |
| 2018年     | 兄弟                           | 威信職員（第9集）                    |
| 2019年     | 福爾摩師奶                     | 鄧 生（第1集）                       |
| 2019年     | 鐵探                           | 林                                   |
| 2019年     | 白色強人                       | 冰球球員（第1、18集）                |
| 2019年     | 好日子                         | 舞蹈員（第11集）                     |
| 2019年     | 十二傳說                       | 報館職員（第9、10、13、22集）        |
| 2019年     | 十二傳說                       | 網 友（第9、11集）                   |
| 2019年     | 包青天再起風雲                 | 藍血人（第17集）                     |
| 2019年     | 街坊財爺                       | 戴金仔手下                           |
| 2019年     | 金宵大廈                       | 客 人（第16集）                      |
| 2019年     | 金宵大廈                       | 喪 屍（第17集）                      |
| 2019年     | 解決師                         | 超市店員（第2集）                    |
| 2019年     | 牛下女高音                     | KC 助手（第10集）                    |
| 2019年     | 堅離地愛堅離地（海外首播）     | 青 年（第1 - 3、7集）                |
| 2019年     | 多功能老婆                     | 餐廳主管（第23集）                   |
| 2020年     | 黃金有罪                       | 救護員（第1集）                      |
| 2020年     | 法證先鋒IV                     | 工作人員（第1集）                    |
| 2020年     | 機場特警                       | 侯立哲                               |
| 2020年     | 降魔的2.0                      | 刑事警察                             |
| 2020年     | 那些我愛過的人                 | 方書文舊同學老公（第17集）           |
| 2020年     | 殺手                           | 嫖 客（第15集）                      |
| 2020年     | 殺手                           | 情 侶（第22、24集）                  |
| 2020年     | 迷網                           | 伍子光（Don）（第22 - 25集）         |
| 2020年     | 反黑路人甲                     | 財 仔                                |
| 2020年     | C9特工                         | 殺 手（第1集）                       |
| 2020年     | 使徒行者3                      | 警 員（第4、13集）                   |
| 2020年     | 木棘証人                       | Ｗ 手下（第8、12集）                 |
| 2020年     | 踩過界II                       | Alfred（第5集）                      |
| 2020年     | 大步走（myTV Gold 首播）       | 樂 手（第3集）                       |
| 2020年     | 愛美麗狂想曲（myTV Gold 首播） | 店 員（第4 - 6、10 - 13、17 - 18集） |
| 2021年     | 陀槍師姐2021                   | 毒販手下（第1、25 - 27集）           |
| 2021年     | 失憶24小時                     | 刑事警察（第21集）                   |
| 2021年     | 伙記辦大事                     | 刑事警察（第6、22集）                |
| 2021年     | 逆天奇案                       | 軍裝警員                             |
| 2021年     | 寶寶大過天                     | 才 俊（第4集）                       |
| 2021年     | 七公主                         | 張文豪                               |
| 2021年     | 我家無難事                     | 客 人（第2、3、8集）                 |
| 2021年     | 把關者們                       | 莫啟淦                               |
| 2021年     | 青年心城之撐起青春             | 客 人（第1集）                       |
| 2021年     | 換命真相                       | 醫 生（第23、24集）                  |
| 2021年     | 拳王                           | 張 強                                |
| 2021年     | 拳王                           | 觀 眾（第4集）                       |
| 2021年     | 拳王                           | 參加者（第10集）                     |
| 2021年     | 拳王                           | 客 人（第13集）                      |
| 2021年     | 拳王                           | 賓 客（第23集）                      |
| 2022年     | 鐵拳英雄                       | 彭家手下                             |
| 2022年     | 雙生陌生人                     | 然                                   |
| 2022年     | 十八年後的終極告白2.0          | Ray                                  |
| 2022年     | 回歸光影頌：母親的乒乓球       | 家 長                                |
| 2022年     | 童時愛上你                     | 記 者（第17集）                      |
| 2022年     | 白色強人II                     | 傷 者（第14集）                      |
| 2022年     | 白色強人II                     | 食環署職員（第21集）                 |
| 2022年     | 黯夜守護者                     | 程Sir（第10集）                      |
| 2023年     | 新四十二章                     | 藍奕晨（Ronald）                     |
| 2023年     | 隱形戰隊                       | 戴 佳（第28集）                      |
| 2023年     | 隱門                           | Eric（第3、5 - 7集）                 |
| 2023年     | 靈戲逼人                       | 呂智傑（傑仔）                       |
| 2023年     | 破毒强人                       | 富二代（第2集）                      |
| 2023年     | 羅密歐與祝英台                 | 羅密林                               |
| 2024年     | 旁觀者                         | 阿強                                 |
| 2024年     | 逆天奇案2                      | 羅子恆                               |
| 2024年     | 神耆小子                       | 孫正傑（Jack）                       |
| 2024年     | 企業強人                       | 邢啟榮（Michael）                    |
| 2025年     | 富貴千團                       | 滔手下（第2集）                      |
| 未播映     | 非常檢控觀                     |                                      |
| 未播映     | 臥底嬌娃                       |                                      |
| 邵氏兄弟   |                                |                                      |
| 2019年     | 飛虎之雷霆極戰                 | 飛虎隊成員                           |
| 2020年     | 非凡三俠                       | 特技人                               |
| 2022年     | 飛虎之壯志英雄                 | 飛虎隊成員                           |

### 綜藝節目
| 首播         | 節目名              | 備註                          |
| Now TV       |                     |                               |
| 2013年       | 雙梁計              | 11月20日嘉賓                  |
| ViuTV        |                     |                               |
| 2016年       | 對不起 標籤你       | 第9集嘉賓                     |
| Astro 本地圈 |                     |                               |
| 2017年       | 叫我男神            | 第二季 第2集嘉賓              |
| 無綫電視     |                     |                               |
| 2017年       | 我愛EYT             | 第4集嘉賓                     |
| 2017年       | 萬千星輝賀台慶 2017 | 演出嘉賓                      |
| 2017年       | 歡樂滿東華2017      | 演出                          |
| 2018年       | 新春開運王          | 第3輯；演出                   |
| 2018年       | 古巨基初心再體驗    | 演出                          |
| 2019年       | 存款保障最安心      | 演出第4集（飾演 銀行職員）    |
| 2021年       | 禁毒全接觸          | 演出                          |
| 2021年       | 明星運動會          | 演出（籃球項目）              |
| 2021年       | 醫醫，我不想再病了  | 演出第13集（飾演 空中服務員） |
| 2023年       | 獎門人台慶感謝祭    |                               |

### 主持節目
| 首播          | 節目名            | 備註                                                                     |
| 無綫電視      |                   |                                                                          |
| 2018 - 2019年 | Y Angle           | 7月7日加入 與譚嘉儀、譚永浩、黃庭鋒、駱胤鳴、陳約臨及蘇可欣一同主持      |
| MyTV SUPER    |                   |                                                                          |
| 2022年        | 虎年夠Chill食玩遊 | 與林秀怡、于淼、張彥博、周百恩、湯之欣、黎瑞業、黃瀅仴及歐陽偉豪一同主持 |

### 電影
| 首映   | 電影名      | 角色        |
| 2016年 | 賭城風雲III | Vincent兄弟 |
| 微電影 |             |             |
| 2014年 | 親愛的瑪姬  | 林卓言      |

### 音樂錄像
| 年份   | 歌名       | 歌手   |
| 2013年 | 不要不記得 | 連詩雅 |
| 2015年 | 回憶·守護  | CHOCO  |

### 電台節目
- 2013年11月19日：新城知訊台《娛樂旗艦店》 嘉賓

### 廣告
| 年份   | 產品                                                       |
| 2014年 |                                                            |
| 2015年 | SONY「Xperia C4 Dual - 享樂多一些」                        |
| 2015年 | SONY「Xperia ‪C5 Ultra Dual‬ ‪- 合拍多一些」                  |
| 2019年 | 思高「地板清潔消毒抺布 - 拖走阿塵阿菌 清潔消毒一 Take 過」 |

## 曾獲獎項與提名
| 年份   | 獎項                                   | 結果 |
| 2021年 | 萬千星輝頒獎典禮2021「飛躍進步男藝員」 | 提名 |

## 外部連結
- 吳子的Instagram帳戶
- 吳子在香港影庫上的簡介
- Starz People - Model: Felix Ng（页面存档备份，存于）